# Landschaftsschutzgebiet Eslohe

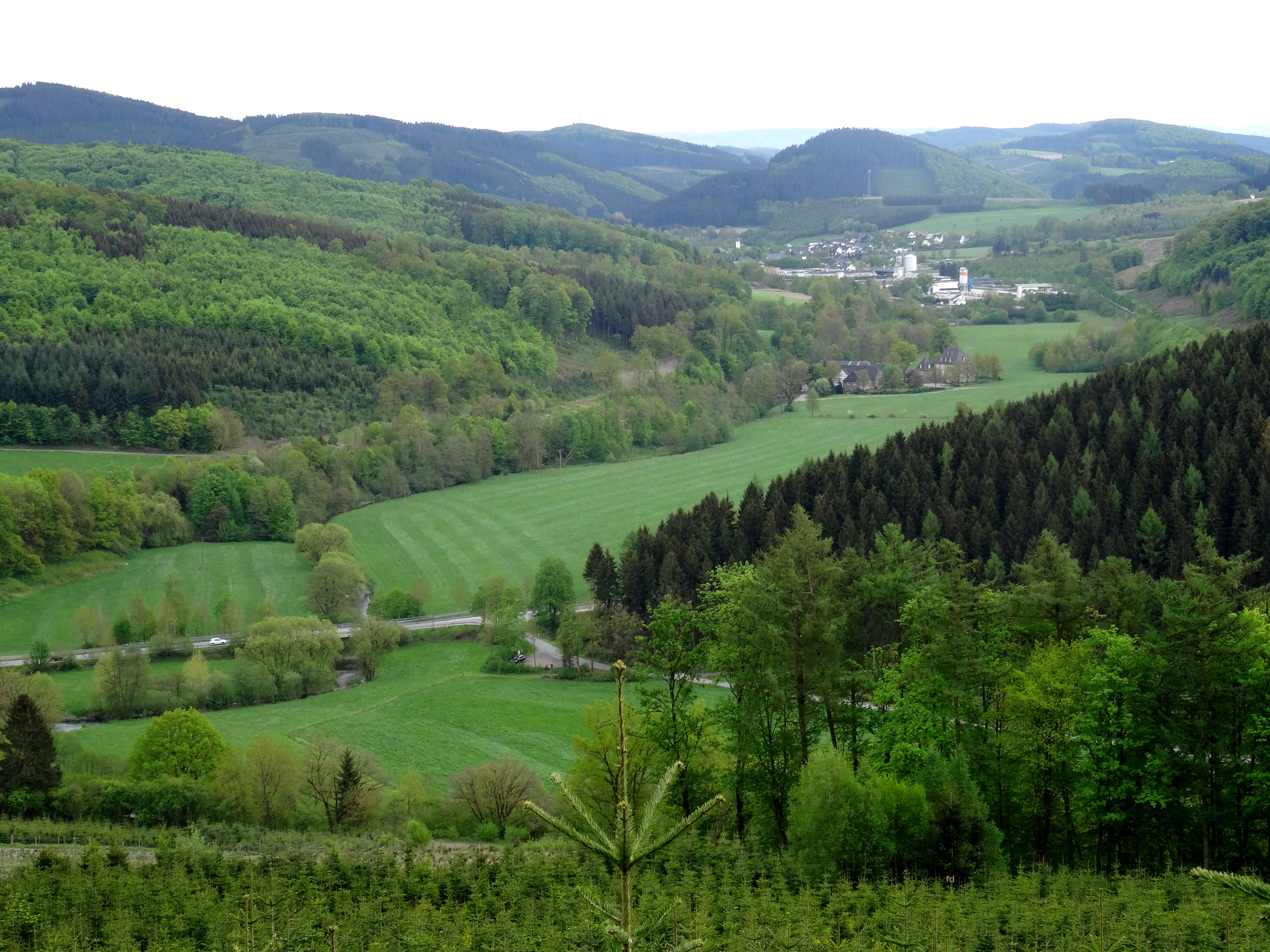
Waldbereiche gehören zum Landschaftsschutzgebiet Eslohe

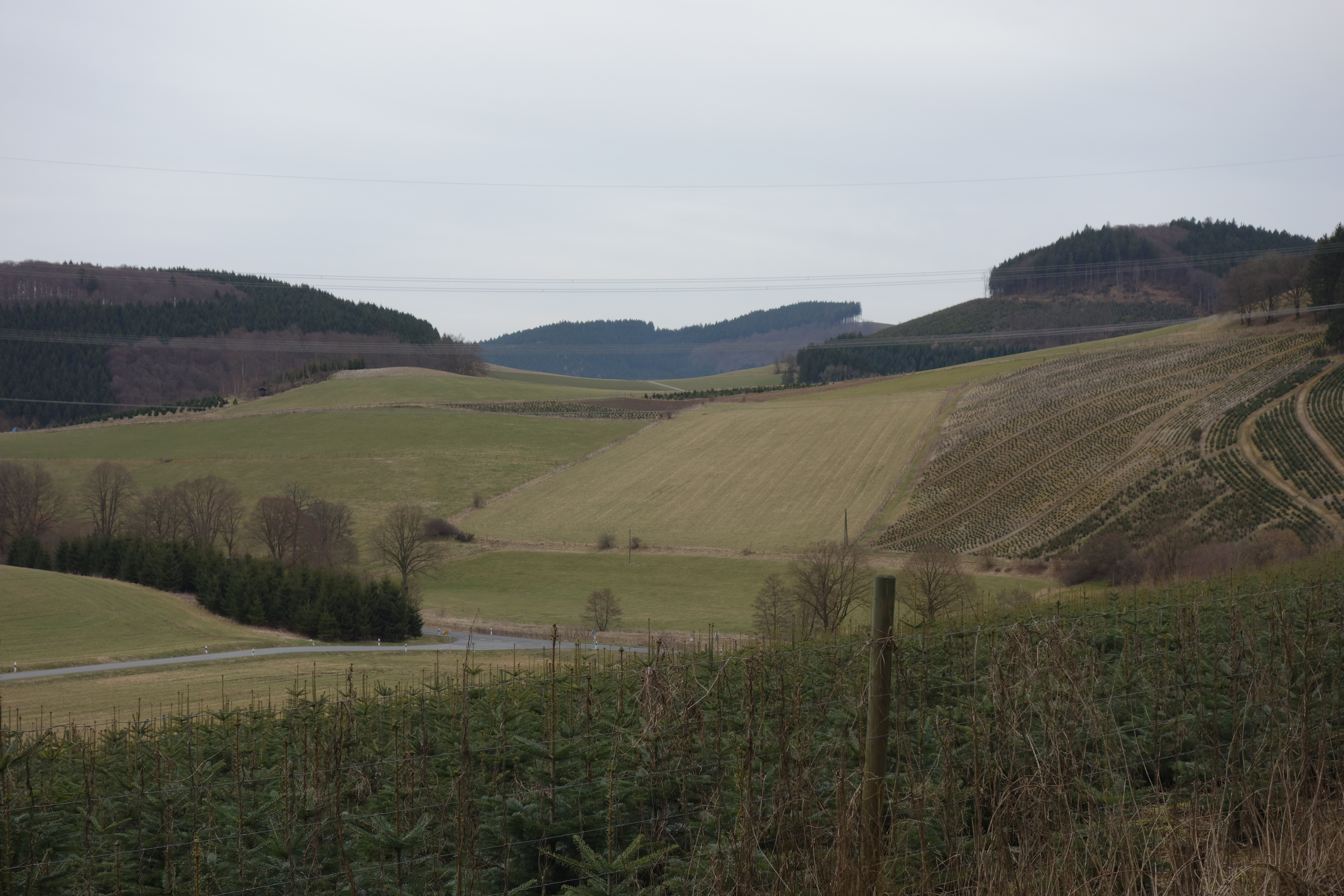
Viele Bereiche werden von Weihnachtsbaumkulturen dominiert

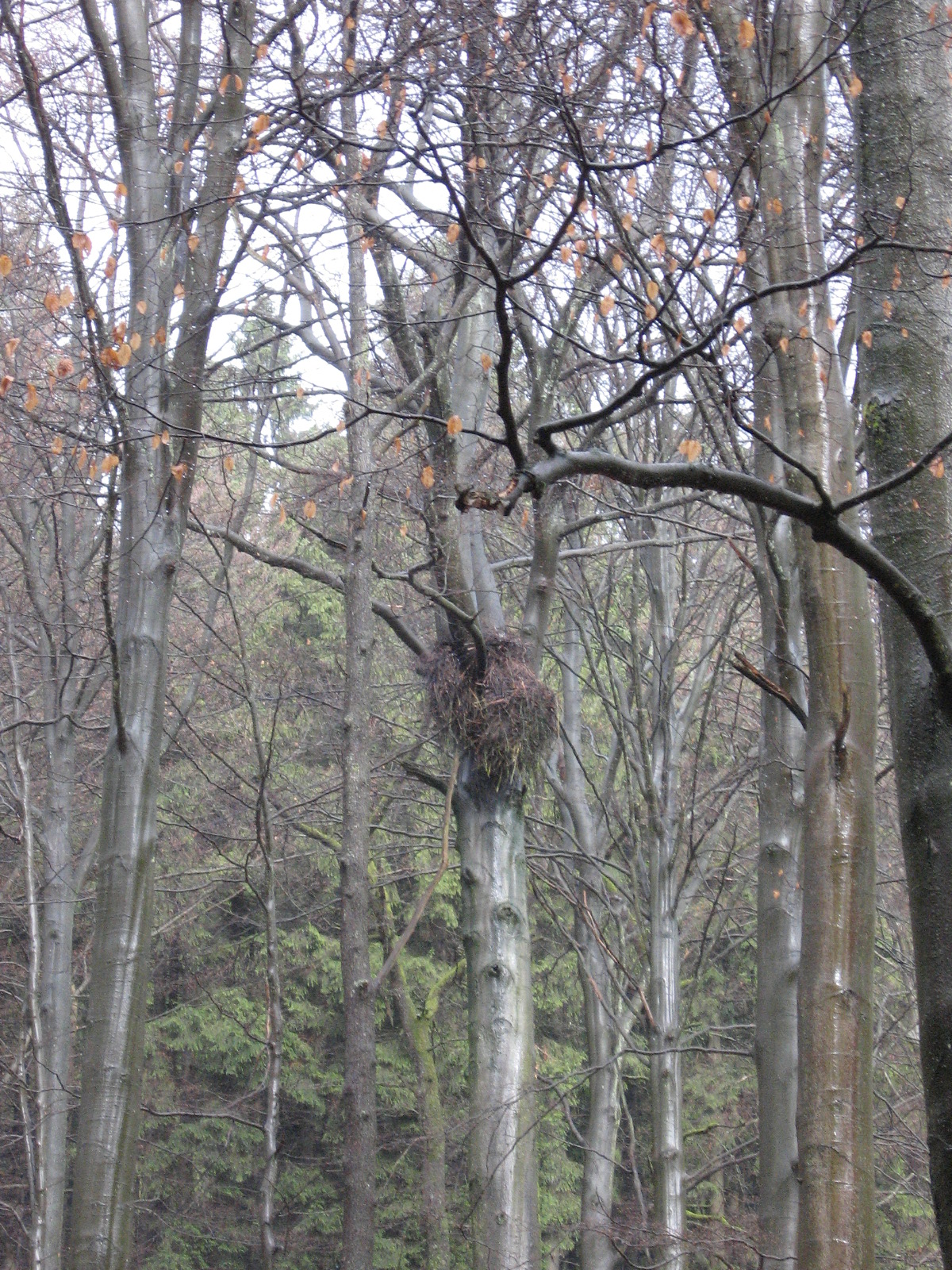
Alter Schwarzstorchhorst im Landschaftsschutzgebiet Eslohe auf einer Rotbuche

Das Landschaftsschutzgebiet Eslohe mit 7.589 ha Größe liegt im Gemeindegebiet von Eslohe. Das Gebiet wurde 2008 vom Kreistag des Hochsauerlandkreises mit dem Landschaftsplan Eslohe als Landschaftsschutzgebiet (LSG) ausgewiesen. Das LSG besteht aus 38 Teilflächen. Das LSG wurde als LSG vom Typ A, Allgemeiner Landschaftsschutz, ausgewiesen. Im Gemeindegebiet Eslohe gibt es auch 35 Landschaftsschutzgebiete vom Typ B und 43 vom Typ B mit anderen höheren Auflagen. Das LSG gehört zum Naturpark Sauerland-Rothaargebirge bzw. bis 2015 zum Naturpark Homert.

## Beschreibung
Das LSG umfasst großflächig Flächen, welche außerhalb vom Bebauungsbereich und von Schutzgebieten mit strengeren bzw. spezifischen Schutzkategorien liegen. Das Gebiet wird durch bewaldete Bergrücken wie z. B. den Homert geprägt, die weitgehend waldfreie, landwirtschaftlich dominierte Flächen voneinander trennen. Der Hochwald wurde bei Aufstellung des Landschaftsplans noch von der Fichte dominiert. Buchenwaldgesellschaften sind auf wenige größere Komplexe und einige Restbestände zurückgedrängt. Im Landschaftsschutzgebiet Eslohe befinden sich Nachweise mittelalterlichen und neuzeitlichen Bergbaus und Hohlwegereste als Zeugen alter Wegeverbindungen. Im LSG liegt ein Schwerpunkt des landschaftsbezogenen Erholungswesens in Nordrhein-Westfalen, Stichwort Naturpark Homert. In manchen Gebietsausschnitten des LSG dominieren Weihnachtsbaum- und Baumschulkulturen das Landschaftsbild.
Im LSG liegen Teile der stillgelegten Trassen der Bahnstrecke Finnentrop–Wennemen und der Bahnstrecke Altenhundem–Wenholthausen. Die Trassen werden teils für den SauerlandRadring genutzt. An einem Felsanschnitt der Bahnstrecke Altenhundem–Wenholthausen im Wennetal gibt es das Klettergebiet Wennefels.

## Schutzzweck
Der Landschaftsplan führt zum Schutzzweck aus: „Erhaltung der Eigenart und Schönheit einer Landschaft, die durch hohe Waldanteile mit ein gestreuten Freiflächen auf überwiegend bewegtem Relief gekennzeichnet ist; Sicherung (und - in Teilen - Wiederherstellung) der Leistungsfähigkeit des Naturhaushalts vor Eingriffen, die allein oder durch ihre Summierung die Vielfalt des Landschaftsbildes und die spezifischen ökologischen Funktionen der waldgeprägten Landschaft beeinträchtigen können; Ergänzung der strenger geschützten Teile dieses Naturraums durch den Schutz ihrer Umgebung vor Einwirkungen, die den herausragenden Wert dieser Naturschutzgebiete und Schutzobjekte mindern könnten (Pufferzonenfunktion); Umsetzung des Entwicklungszieles 1.1; Sicherung der Kohärenz und Umsetzung des europäischen Schutzgebietssystems „Natura 2000“; Erhaltung von im Gebiet verstreut anzutreffenden kulturhistorischen Relikten.“ 

## Rechtliche Vorschriften
Wie in den anderen Landschaftsschutzgebieten im Stadtgebiet besteht im LSG ein Verbot, Bauwerke zu errichten. Vom Verbot ausgenommen sind Bauvorhaben für Gartenbaubetriebe, Land- und Forstwirtschaft. Die Untere Naturschutzbehörde kann Ausnahmegenehmigungen für Bauten aller Art erteilen.